# Le Journal de Nuremberg
Le Journal de Nuremberg est un livre écrit par Gustave Gilbert, publié en 1947, qui recueille les entretiens de celui-ci avec les accusés du procès de Nuremberg.

## Travail de l'auteur
Gustave Gilbert était le psychologue « officiel » de la prison de Nuremberg. De ce fait, il eut tout le temps du procès de Nuremberg libre accès auprès des accusés. Le journal a été écrit à partir des notes prises durant le procès ainsi que des résumés que Gilbert faisait de mémoire des différents entretiens qu'il avait eus la journée avec les accusés (ces comptes rendus de mémoire lui ont été souvent reprochés comme n'étant pas fiables)[réf. nécessaire]. De plus, on peut ajouter aux témoignages des accusés ceux de certains témoins, comme l'entretien qu'il a eu avec Rudolf Höss.

## Introduction
- Réaction à l'acte d'accusation
- Les tests psychologiques

## Journal du procès
- Ouverture de l'acte d'accusation
- Vacances de Noël en prison
- L'accusation anglo-américaine conclut
- L'accusation française
- L'accusation russe
- Défense de Göring
- Défense de Hess
- Défense de Ribbentrop
- Défense de Keitel
- Défense de Kaltenbrunner
- Défense de Rosenberg
- Défense de Frank
- Défense de Frick
- Défense de Streicher
- Défense de Schacht
- Défense de Doenitz
- Défense de Raeder
- Défense de Von Schirach
- Défense de Jodl
- Défense de Von Papen
- Défense de Speer
- Les dernières plaidoiries

## Édition en français
- Gustave Gilbert, Le Journal de Nuremberg, traduit de l’anglais par Maurice Vincent, Flammarion, 1948, 443p.

## Épilogue
- Les condamnés